# フォード・テリトリー
フォード・テリトリーは、フォード・オーストラリアが生産・販売するSUV型自動車である。

## 概要
テリトリーは、社内コードE265と呼ばれ、EA169BA ファルコンをベースに開発され2004年4月にデビューし、 同年オーストラリア売り上げNo.1の月刊自動車誌「Wheels」のWheels Car of the Yearに輝く。
フォードは、開発に4年の歳月と5億オーストラリア・ドルを費やしたと伝えられている。
テリトリーはファルコン・ワゴンと並行して販売され、生産も同じラインで行なわれた。フォードの上層部はテリトリーの導入によって、ファルコン・ワゴンの生産を早々に打ち切る予定だったが、フリートユーザー等に根強い需要があり、結局6年後の2010年まで並行して生産された。テリトリーの外観は、北米で同時期に登場したトーラスXと共通性を感じさせるものとなっている。
2005年から南アフリカ向けに輸出を開始。2006年にはタイ向けにも輸出を開始。

## SX (2004年-2005年)
182kW(244hp)を発生するファルコンと共通の直列6気筒4.0L DOHCBarraエンジンが、4速オートマチックと組み合わされ、2WD(後輪駆動)とAWD(四輪駆動)が用意された。
装備の違いによりTX、TS、Ghiaの3つグレードがあり、TXにオプション、TS以上に標準装備されたサイド・カーテンエアバッグとESCがオーストラリア製の乗用車としては初めて装備された。なおニュージーランド仕様は外装細部等がオーストラリア仕様と若干異なっている。

## SY (2005年-2009年)
2005年10月一部を改良されたSY型が登場。エンジン・パワーが190kW(250hp)に上がり、AWDのトランスミッションはZFの6速オートマチックに変更された。オーストラリア製の乗用車としては初めてリア・パーキングカメラが装備された(TSにオプション、Ghiaに標準装備)。
2006年半ばに245kW (329hp)を発生するターボモデルを追加。

## SY II (2009年-2011年)
2009年のMelbourne International Motor Showで発表されたマイナーチェンジ版。内外装の小変更に加えサスペンションも改良された。